# Chrysops nigribimbo
Chrysops nigribimbo är en tvåvingeart som beskrevs av Whitney 1879. Chrysops nigribimbo ingår i släktet Chrysops och familjen bromsar. Inga underarter finns listade i Catalogue of Life.